# المنظر (الحديدة)

تعديل مصدري - تعديل

المنظر هي إحدى قرى مديرية الحوك بمحافظة الحديدة اليمنية، بلغ تعداد سكانها 3456 نسمة حسب الإحصاء الذي أجري عام 2004.